# Giovanni Battista Guadagnini
Giovanni Battista Guadagnini, także G.B. Guadagnini, Giambattista Guadagnini (ur. 23 czerwca 1711, zm. 18 września 1786) – włoski lutnik, uważany za jednego z najwybitniejszych rzemieślników instrumentów smyczkowych w historii.

## Życiorys
Guadagnini urodził się w Bilegno w Val Tidone pobliżu Piacenzy, obecnie w regionie Emilia-Romania, Włochy. GB Guadagnini ćwiczył swój warsztat od około 1729 aż do śmierci, a jego praca podzielona jest na cztery główne okresy; Piacenza, Mediolan, Parma i Turyn (nazwy okresów pochodzą od miast, w których mieszkał i pracował). Ostatni okres (Turyn) jest uważany za czas najwybitniejszych jego dzieł.
Ojciec Guadagniniego, Lorenzo, jego syn, Giuseppe, oraz inni członkowie rodziny Guadagnini kontynuowali pracę tworzenia skrzypiec przez kilka pokoleń.